# Targeta SUMA

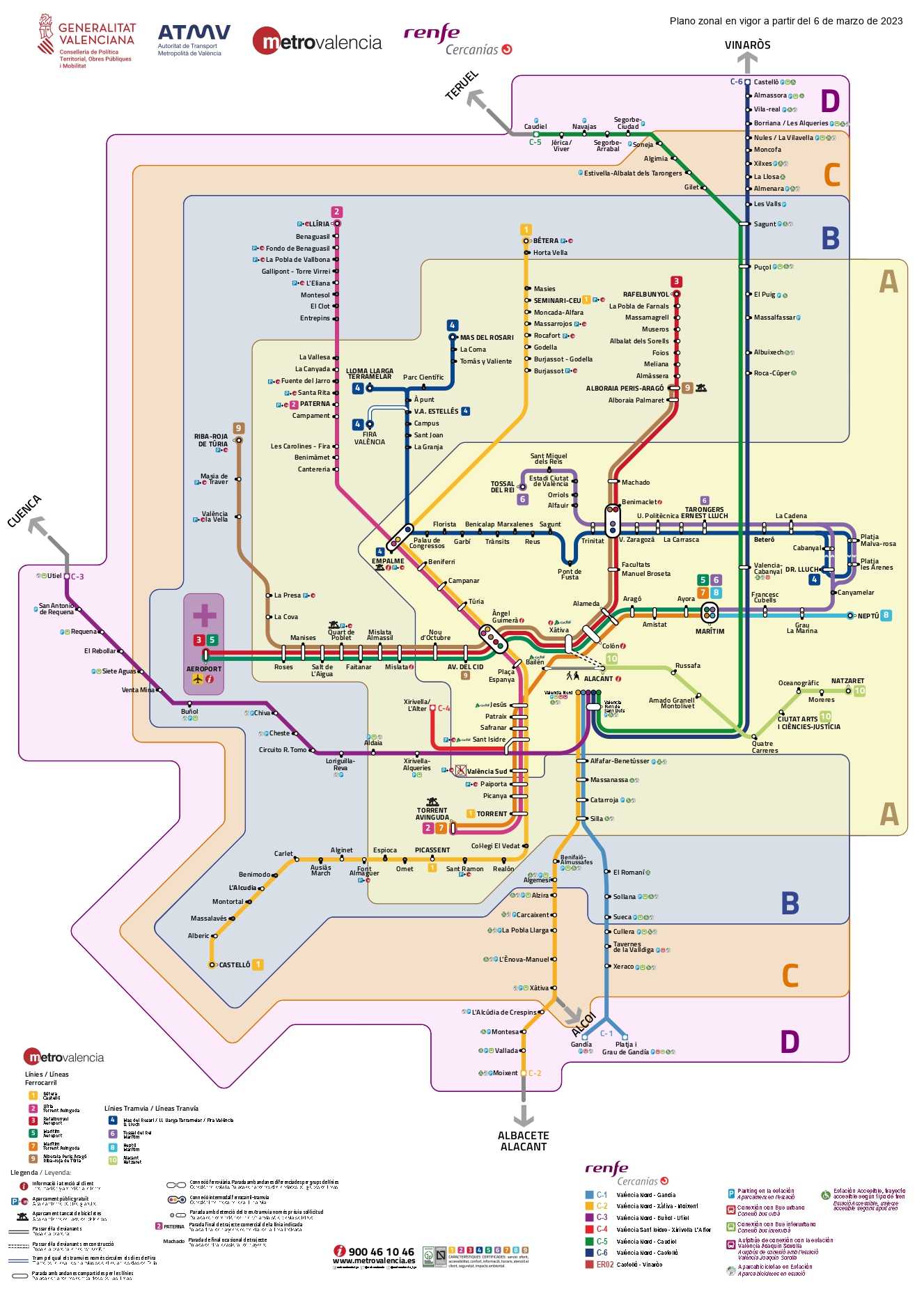
Plànol zonal de l'ATMV

SUMA és una targeta de transport integrat, amb els seus respectius títols, emesa per l'Autoritat de Transport Metropolità de València, Permet el desplaçament amb transport públic del País Valencià amb Metrovalencia, EMT, Rodalies Renfe, MetroBus, i el transport urbà de Paterna i Sagunt.

## Ús
La targeta permet desplaçar-se amb qualsevol modalitat de transport públic amb un mateix títol, a més ofereix un transbord entre diferents modalitats o diferents línies de la mateixa amb cada viatge. Amb la targeta es divideix el transport urbà de València en tres zones i el servei de rodalies Renfe en quatre, així, es troba en diferents modalitats zonals: A, B, C, D i +, amb les seues respectives combinacions. La zona + correspon a l'aeroport i les modalitats A, B, C i D serveixen per moure's exclusivament per dins d'una d'aquestes zones mentre que les diverses combinacions com AB, BCD o AB+ permeten moure's per les zones corresponents. Existeix a més una àrea d'encavalcament zonal entre A i B, on u es pot desplaçar tant en un títol A com B.
A partir de la primera validació d'un viatge, es pot fer un transbord gratuït en 90 minuts si es viatja en una zona o en 110,130 o 140 minuts si es viatja per dos, tres o quatre zones.
A més de la targeta SUMA de l'ATMV, que es pot obtindre en quioscos, estancs i taquilles i màquines autovenda de Metrovalència i Renfe, també es poden recarregar títols SUMA en una targeta Móbilis.

## Títols
Existeixen diferents tipus de títols SUMA:
- SUMA 10: bo de 10 viatges.
- SUMA Mensual: viatges il·limitats durant 30 dies
- SUMA Mensual Jove. SUMA Mensual amb un descompte addicional del 15% per als titulars del Carnet Jove.
- SUMA T: viatges il·limitats durant un període de 24 hores (T1), 48 hores (T2) o 72 hores (T3), exclosa la parada de l'Aeroport.
- SUMMA T+: viatges il·limitats durant un període de 24 hores (T1+), 48 hores (T2+) o 72 hores (T3+), inclosa la parada d'Aeroport.

## Recepció
La integració tarifària en la targeta SUMA junt amb la simplificació zonal, van ser anunciades el 24 de gener de 2022 pel conseller de Política Territorial, Obres Públiques i Mobilitat, Arcadi España, després de moltes peticions per part dels usuaris. Els nous títols van entrar en vigor el 30 de gener i ja en la primera setmana és va convertir en el títol més venut de Metrovalència i en les primeres tres setmanes en funcionament es van registrar 2.277.853 viatgers que van fer ús dels nous títols.
L'ús de la targeta en el servei de Rodalies estava limitat inicialment a dues zones, A i B, a l'àrea metropolitana de València, Arcadi España va afirmar que en un futur s'ampliaria a la resta de la xarxa. El 28 de febrer de 2023 Ximo Puig va anunciar la mesura i el 6 de març va entrar en vigor la integració tarifària en la resta de la xarxa de Rodalies amb la creació de les zones C i D.